# 羊鬚草
羊鬚草（学名：Carex callitrichos）是莎草科薹草属的植物。分布在日本、俄罗斯远东、朝鲜以及中国大陆的黑龙江等地，生长于海拔800米至1,000米的地区，多生长在红松林下。

## 变种
- 矮丛薹草（学名：Carex callitrichos var. nana）是莎草科薹草属羊须草的变种。分布在俄罗斯、日本、朝鲜以及中国大陆的辽宁、河北、吉林、内蒙古、黑龙江等地，生长于海拔50米至1,000米的地区，多生长于松树与柞树混交林、荒区、石质山坡或油松林下。